# 練馬区立石神井公園ふるさと文化館
練馬区立石神井公園ふるさと文化館（ねりまくりつしゃくじいこうえんふるさとぶんかかん）は、練馬区の郷土資料館である。都立石神井公園に隣接する。なお、このページでは隣接する区立池淵史跡公園についても記述する。

## 概要
練馬区の歴史や伝統文化、自然、観光情報を発信する博物・資料館として、2010年に開館した。（かつて石神井図書館地下にあった練馬区郷土資料室の資料を引き継いでいる）。
「ふ（ふれあい）る（ルーツをさぐる）さ（さわれる）と（とりかえられる）」をテーマにしており、ラーメン屋、交番など、昭和の街並みを再現した展示や、水車、農機具、練馬大根を沢庵等に加工する時の天日干しの模様等が見られる。
隣接する石神井公園などの緑と調和した端正なデザインの建物。設計は建築家 武田有左による。
また練馬区立池淵史跡公園とも隣接し（後述）、夏期限定の屋外プール（練馬区立石神井プール）も併設されている。

## 沿革
- 2006年度 : 基本設計
基本的な設計として、運営・展示基本計画と建築基本設計を統合して実施。
- 2007年度 : 実施設計
建設工事設計図・展示設計図を作成。
- 2008年度-2009年度 : 工事
（旧）練馬区立石神井プールの敷地他にて、建設・展示工事。
- 2010年3月28日 : 開館。初代館長は小金井 靖。
- 2014年4月1日 : 指定管理者制度導入
指定管理者 : 公益財団法人 練馬区文化振興協会

## 分室
ふるさと文化館分室が区立石神井松の風文化公園の管理棟内にある（練馬区石神井台1-33-44）。
練馬区ゆかりの文化人の紹介や、作家五味康祐のコレクションとして蔵書、レコード、オーディオ装置などを展示している。レコードコンサート等のイベントも行っている。

## 隣接施設

### 区立池淵史跡公園
石神井公園ふるさと文化館の隣接地に区立池淵史跡公園があり、縄文時代中期の竪穴建物跡が確認できる（建物は復元はされていない）。同建物跡は園内だけで16軒見つかっている。遺跡は池淵遺跡と言われ、石神井川と三宝寺池にはさまれた台地全体に広がっている。1972～1973年（昭和47～48年）に行われた発掘調査では、旧石器時代・縄文時代・中世の遺跡が発見されている。同遺跡から出土した縄文土器は石神井公園ふるさと文化館で展示されている（遺跡は1988年〈昭和63年〉に区登録史跡）。
その他に同公園では、明治20年代初頭（1887年以降頃）に建築された茅葺屋根の農家（旧内田家住宅：練馬区指定文化財）も同文化館の屋外展示施設として公開されている。この家屋は元々練馬区中村にあったもので、戦前の昭和期の姿を元に移築・復元された。2010年3月から一般公開。

### その他
- 練馬区立石神井プール
- 石神井松の風文化公園
- 練馬区立石神井図書館（図書館内にあった展示が石神井公園ふるさと文化館に移転）
- 都立石神井公園